# Dovžan
Dovžan je priimek v Sloveniji, ki ga je po podatkih Statističnega urada Republike Slovenije na dan 1. januarja 2010 uporabljalo 138 oseb in je med vsemi priimki po pogostosti uporabe uvrščen na 3.246. mesto.

## Znani nosilci priimka
- Alenka Dovžan (*1976), alpska smučarka
- Gašper Dovžan (*1976), pravnik, diplomat, politik
- Ive Dovžan (*1940), pianist, kitarist, skladatelj
- Janez Dovžan (*1943), alpinist, himalajist
- Julka Dovžan (Julija Starič) (1930 - 1959), igralka
- Matevž Dovžan ("Učkov Matevž") (1904 - 1997), prenašalec domoznanskega izročila Tržiča in okolice
- Miha Dovžan (1943 - 2024), glasbenik, citrar
- Miha Dovžan (*1994), biatlonec